# Église Saint-Andoche-et-Saint-Thyrse de Blanot
L'église Saint-Andoche-et-Saint-Thyrse est une église catholique paroissiale du XIIe siècle, située à Blanot, en Côte-d'Or. Dédiée à saint Andoche de Saulieu et saint Thyrse, elle est principalement connue pour le miracle eucharistique qui s'y serait déroulé en 1331.

## Historique
Le 31 mars 1331, jour de Pâques, le père Hugues de Baumes, vicaire de Blanot, distribuait la communion pendant la messe. Après avoir distribué la dernière hostie, donnée à une vieille veuve, l'un des de ses assistants l'avertit qu'un fragment de l'hostie était tombé sur la toile : lorsque le célébrant voulut le récupérer, il se serait transformé en une goutte de sang. Le prêtre découpa alors le morceau de tissu imprégné de sang et le conserva dans un reliquaire. Après enquête des autorités catholiques, menée sous la direction du cardinal Pierre Bertrand, le pape Jean XXII a reconnu le miracle en 1332. 
En 1793, l'église est saccagée par les républicains mais la relique du miracle est cachée dans une maison voisine.
Près de l'église, en 1982, un orage ayant déraciné un arbre, on découvrit un riche dépôt d'objets de l'âge du bronze dont un chaudron renfermant l'habillement et les parures en or d'une femme. L'ensemble est exposé au Musée archéologique de Dijon,.
Pendant plusieurs siècles, l'église a accueilli un pèlerinage à Pâques et à la Pentecôte. Aujourd'hui, le miracle est célébré chaque année durant la Fête-Dieu.

## Patrimoine
L'église possède trois arcades supportant le clocher. 
Elle possède également un chœur restauré en 1957, un maître autel datant de 1997, deux vitraux — La Croix glorieuse et La venue de l'Esprit — datant de 1994, divers tableaux — dont Sainte Philomène Martyre ; L'Assomption de Marie et Sainte Anne et Marie —, un Christ en bois datant du XVIe siècle et un chemin de croix comportant quinze stations.
Le cimetière communal est situé autour de l'édifice.